# Pierre-Salomon-Antoine Desbois
Pierre-Salomon-Antoine Desbois, né le 24 août 1749 à Mâcon et mort le 11 avril 1831 à Igé, est un noble qui fut le dernier grand bailli d'épée de Mâcon (charge transmise héréditairement).
Il était le fils de Pierre-Salomon Desbois et de Marguerite Fabry. 
Seigneur jusqu'en 1789 de Choiseau, de la Cailloterie et Chabotte, il mourut en 1831 à Chabotte, fief dépendant avant la Révolution de la paroisse d'Igé.